# 曲建民
曲建民，中华人民共和国教育部长江学者讲座教授，主要从事固体力学、数值分析、材料科学等领域的研究，出版有《微观固体力学基础》。

## 生平
曲建民毕业于美国西北大学理论与应用力学专业，曾在佐治亚理工大学、美国西北大学土木与环境工程学院工作。